# 富山県警察部
富山県警察部（とやまけんけいさつぶ）は、戦前の内務省監督下の富山県が設置した府県警察部であり、富山県内を管轄区域とする。
1948年（昭和23年）3月6日に廃止となり、富山県警察部は国家地方警察富山県本部と富山市警察などの自治体警察に再編されることになった。

## 沿革
- 1883年（明治16年）5月　石川県より富山県が分離。富山県庁に富山県警察本署を設置。
- 1885年（明治18年）11月　県庁敷地内（富山城本丸跡）に警察本部庁舎を新築[1]。
- 1886年（明治19年）7月　富山県警察本部に改称。
- 1890年（明治23年）10月　富山県警察部に改称。
- 1905年（明治38年）4月　富山県第四部に改称。
- 1907年（明治40年）7月　富山県警察部に改称。
- 1928年（昭和3年）7月　特別高等警察課を設置。
- 1928年（昭和3年）11月　山岳地帯（立山連峰等）を管轄する警察署を決定する。
- 1945年（昭和20年）10月　特別高等警察が廃止。
- 1946年（昭和21年）3月　公安課（公安警察）を設置。

## 組織
1927年（昭和2年）時点
- 警務課
- 高等警察課
- 保安課
- 刑事課
- 衛生課

## 警察署
1927年（昭和2年）時点
- 富山警察署
- 新庄警察署
- 大久保警察署
- 滑川警察署
- 上市警察署
- 五百石警察署
- 魚津警察署
- 三日市警察署
- 泊警察署
- 八尾警察署
- 高岡警察署
- 小杉警察署
- 新湊警察署
- 伏木警察署
- 氷見警察署
- 出町警察署
- 中田警察署
- 井波警察署
- 城端警察署
- 石動警察署
- 戸出警察署
- 福光警察署

## 歴代部長
| 代 | 官職名                 | 氏名       | 就任日         | 退任日         | 前職                   | 後職                   | 備考                           |
| -- | ---------------------- | ---------- | -------------- | -------------- | ---------------------- | ---------------------- | ------------------------------ |
| -  | 参事 聴訴課長          | 三吉周亮   | 1873年6月1日   |                |                        |                        |                                |
| -  | 参事 聴訴課長          | 成川尚義   | 1875年6月12日  |                |                        |                        |                                |
| -  | 少書記官 警察本署長    | 大越亨     | 1880年4月1日   |                |                        |                        |                                |
| 1  | 警部長 警察本署長      | 大渡直清   | 1883年5月16日  | 1886年2月23日  |                        | 非職                   |                                |
| 2  | 警部長 警察本署長      | 脇坂兵太   | 1886年2月23日  | 1886年7月20日  | 兵庫県警部長           | -                      |                                |
| 2  | 警部長 警察本部長      | 脇坂兵太   | 1886年7月20日  | 1889年3月6日   | -                      | 高知県書記官           |                                |
| 3  | 警部長 警察本部長      | 鈴木定直   | 1889年3月6日   | 1890年10月11日 | 富山県射水郡長         | -                      |                                |
| 3  | 警部長 警察部長        | 鈴木定直   | 1890年10月11日 | 1892年8月19日  | -                      | 滋賀県警部長           |                                |
| 4  | 警部長 警察部長        | 吉見輝     | 1892年8月19日  | 1896年12月1日  | 福島県北会津郡長       | 熊本県警部長           |                                |
| 5  | 警部長 警察部長        | 磯谷熊之助 | 1896年12月2日  | 1897年11月25日 | 滋賀県警部長           | 兵庫県警部長           |                                |
| 6  | 警部長 警察部長        | 藤好乾吉   | 1897年11月25日 | 1899年4月8日   | 香川県 那珂多度郡長    | 千葉県警部長           |                                |
| 7  | 警部長 警察部長        | 並河一     | 1899年4月8日   | 1903年7月16日  | 新潟県北蒲原郡長       | 福井県警部長           |                                |
| 8  | 警部長 警察部長        | 久保通猷   | 1903年7月16日  | 1905年4月19日  | 栃木県警部長           | -                      |                                |
| 8  | 事務官 第四部長 警務長 | 久保通猷   | 1905年4月19日  | 1905年8月16日  | -                      | 高知県事務官           |                                |
| 9  | 事務官 第四部長 警務長 | 堀口助治   | 1905年8月16日  | 1907年1月14日  | 警視                   | 埼玉県事務官・第四部長 |                                |
| 10 | 事務官 第四部長 警務長 | 長野幹     | 1907年1月14日  | 1907年7月13日  | 石川県事務官           | 佐賀県事務官・警察部長 |                                |
| 11 | 事務官 警察部長 警務長 | 中野有光   | 1907年7月13日  | 1909年5月4日   | 大阪府警視             | 富山県事務官           |                                |
| 12 | 事務官 警察部長 警務長 | 大芝惣吉   | 1909年5月4日   | 1911年5月10日  | 佐賀県事務官・警察部長 | 福島県事務官           |                                |
| 13 | 事務官 警察部長 警務長 | 成毛基雄   | 1911年5月10日  | 1913年6月13日  | 宮城県玉造郡長         | 秋田県警察部長         |                                |
| 14 | 警察部長               | 白男川譲介 | 1913年6月13日  | 1914年6月9日   | 福井県三方郡長         | 新潟県警察部長         |                                |
| 15 | 警察部長               | 斎藤行三   | 1914年6月9日   | 1918年9月30日  | 岩手県警察部長         | 兵庫県警察部長         |                                |
| 16 | 警察部長               | 白上佑吉   | 1918年9月30日  | 1919年8月20日  | 長野県理事官           | 朝鮮総督府事務官       |                                |
| 17 | 警察部長               | 佐藤復三   | 1919年8月21日  | 1920年9月30日  | 関東庁警務官           | 宮城県警察部長         |                                |
| 18 | 警察部長               | 今村正美   | 1920年9月30日  | 1921年7月22日  | 山口県理事官           | 北海道庁警察部長       |                                |
| 19 | 警察部長               | 対馬郁之進 | 1921年7月22日  | 1922年10月16日 | 山形県理事官           | 宮城県警察部長         |                                |
| 20 | 警察部長               | 坂間棟治   | 1922年10月16日 | 1924年6月27日  | 大阪府理事官           | 愛媛県内務部長         |                                |
| 21 | 警察部長               | 金森太郎   | 1924年6月27日  | 1924年12月20日 | 島根県理事官           | -                      |                                |
| 21 | 書記官 警察部長        | 金森太郎   | 1924年12月20日 | 1926年9月28日  | -                      | 茨城県書記官・警察部長 |                                |
| 22 | 書記官 警察部長        | 安井誠一郎 | 1926年9月28日  | 1927年5月17日  | 地方事務官             | 兵庫県書記官・警察部長 |                                |
| 23 | 書記官 警察部長        | 中谷秀     | 1927年5月17日  | 1928年5月30日  | 奈良県書記官・警察部長 | 福井県書記官・内務部長 |                                |
| 24 | 書記官 警察部長        | 松本三郎   | 1928年5月30日  | 1929年7月8日   | 栃木県書記官           | 休職                   |                                |
| 25 | 書記官 警察部長        | 崎山省吾   | 1929年7月8日   | 1931年12月24日 | 秋田県書記官           | 島根県書記官・学務部長 |                                |
| 26 | 書記官 警察部長        | 瀬谷薫     | 1931年12月24日 | 1932年6月30日  | 休職富山県書記官       | 愛媛県書記官・学務部長 |                                |
| 27 | 書記官 警察部長        | 稲垣潤太郎 | 1932年6月30日  | 1934年2月3日   |                        | 兵庫県書記官・警察部長 |                                |
| 28 | 書記官 警察部長        | 松原久人   | 1934年2月3日   | 1935年1月19日  | 島根県書記官・学務部長 | 三重県書記官・警察部長 |                                |
| 29 | 書記官 警察部長        | 山田武雄   | 1935年1月19日  | 1936年4月25日  | 山形県書記官・学務部長 | 石川県書記官・警察部長 |                                |
| 30 | 書記官 警察部長        | 竹谷源太郎 | 1936年4月25日  | 1937年7月8日   | 地方事務官             | 山口県書記官・警察部長 |                                |
| 31 | 書記官 警察部長        | 菅沢肇     | 1937年7月8日   | 1939年1月11日  | 大分県書記官           | 三重県書記官・警察部長 |                                |
| 32 | 書記官 警察部長        | 大島弘夫   | 1939年1月11日  | 1939年9月8日   | 内務書記官             | 内務書記官             |                                |
| 33 | 書記官 警察部長        | 早坂冬男   | 1939年9月8日   | 1940年1月24日  | 愛媛県書記官           | 依願免本官             |                                |
| 34 | 書記官 警察部長        | 細田徳寿   | 1940年1月24日  | 1941年1月8日   | 内務事務官             | 厚生書記官             |                                |
| 35 | 書記官 警察部長        | 盛本完     | 1941年1月8日   | 1942年7月7日   | 山梨県書記官・経済部長 | 三重県書記官・警察部長 |                                |
| 36 | 書記官 警察部長        | 田中唯重   | 1942年7月7日   | 1942年11月1日  | 地方事務官             | -                      |                                |
| 36 | 部長 警察部長          | 田中唯重   | 1942年11月1日  | 1943年7月1日   | -                      | 軍事保護院書記官       |                                |
| 37 | 部長 警察部長          | 秋山博     | 1943年7月1日   | 1944年8月2日   | 三重県官房長           | 警視庁部長             |                                |
| 38 | 部長 警察部長          | 石井榮三   | 1944年8月2日   | 1945年1月15日  | 福井県部長             | 朝鮮総督府書記官       |                                |
| 39 | 部長 警察部長          | 横大路俊一 | 1945年1月15日  | 1945年10月13日 | 内務書記官             | 休職                   |                                |
| 40 | 部長 警察部長          | 豊原道也   | 1945年10月13日 | 1945年10月27日 | -                      | -                      | 兼任 本務:富山県部長・内政部長 |
| 41 | 部長 警察部長          | 三島利美   | 1945年10月27日 | 1946年4月1日   |                        | -                      |                                |
| 41 | 地方事務官 警察部長    | 三島利美   | 1946年4月 1日  | 1946年6月22日  | -                      |                        |                                |
| 42 | 地方事務官 警察部長    | 安井久     | 1946年6月22日  | 1946年12月27日 |                        |                        |                                |
| 43 | 地方事務官 警察部長    | 三輪良雄   | 1946年12月27日 | 1948年3月6日   |                        |                        |                                |

## 主な事件
- 米騒動